# يان غاردنر
يان غاردنر (5 مايو 1981 بسانت جون في كندا - ) هو ملاكم كندي، صنّف ضمن فئة الوزن المتوسط الخفيف ‏.

## وصلات خارجية
- يان غاردنر على موقع بوكس ريك (الإنجليزية) (registration required)